# 387 (số)
387 (ba trăm tám mươi bảy) là một số tự nhiên ngay sau 386 và ngay trước 388.